# Makai János (játékvezető)
Makai János Csaba (Debrecen, 1967. november 6. –) magyar labdarúgó-játékvezető, ellenőr, íjász. A paksi atomerőmű technológusa.

## Pályafutása

### Nemzeti játékvezetés
Édesapjai is kiváló játékvezető volt, példáját követve 1986-ban Pakson vizsgázott. A Tolna Megyei Labdarúgó Szövetség labdarúgó-bajnokságokban kezdte sportszolgálatát. A megyei LSZ Játékvezető Bizottságának (JB) határozatára 1990 től NB III-as, 1992 től országos utánpótlás játékvezető. A Magyar Labdarúgó-szövetség JB minősítésével 1994 ben NB II-es, majd 1997-től az NB I-es játékvezető. 2006-ban A "Vágner korszak" első áldozataként, visszaminősítéssel az NB II-es keretbe került. Ekkor visszavonult a játékvezetéstől. 2013-ban Puhl Sándor vitte vissza az országos keretbe mint NB II-es ellenőr, ahonnan 2024. tavaszán kikerült.
NB I-es mérkőzéseinek száma: 97.
| Időpont           | Helyszín                    | Mérkőzés típusa          | Mérkőzés                     | Eredmény |
| ----------------- | --------------------------- | ------------------------ | ---------------------------- | -------- |
| 1997. október 4.  | Városi Stadion, Tiszakécske | első NB I-es mérkőzése   | Tiszakécske–Békéscsaba       | 0 – 0    |
| 2006. március 18. | Városi Stadion, Tatabánya   | utolsó NB I-es mérkőzése | FC Tatabánya–MTK Budapest FC | 0 – 1    |

### Nemzetközi játékvezetés
Több nemzetközi válogatott és klubtalálkozón 4. (tartalék) játékvezetőként segítette a működő játékvezetőt. Játékvezetőként, egy Olaszország-Bulgária U21 válogatott mérkőzést dirigált, Cremonában.

## Sportvezetőként
MLSZ Tolna Megyei Labdarúgó Igazgatóság JB elnöke, NB II-es játékvezető ellenőr, NB. I-es asszisztens ellenőr. Az országos JB megbízása alapján az akadémiákon instruktorként segíti az UEFA  Convention programját.

## Szakmai sikerek
A 2002–2003-as bajnoki idényben az MLSZ JB játékvezető ellenőreinek minősítése alapján Bede Ferenc mögött a második legjobb játékvezető címet érdemelte ki.

## Hobbija
2002-ben kezdett íjászatba, amit a pályafutása befejeztével folytatott. Többszörös országos bajnok és nemzetközi versenyek helyezettje. A Magyar Íjász Szövetség Elnökségi tagja volt, és éveken át a Terepíjászat vezetője Magyarországon. Jelenleg is versenyez.

## Külső hivatkozások
- Makai János. sportmedia.hu. [2015. december 8-i dátummal az eredetiből archiválva]. (Hozzáférés: 2015. október 12.)
- Makai János. foci-info.hu. (Hozzáférés: 2015. október 12.)
- Makai János (játékvezető) játékvezetői adatlapja a Nemzeti Labdarúgó Archívum oldalán